# Distretto di Liwale
Il distretto di Liwale  è un distretto della Tanzania situato nella regione di Lindi. È suddiviso in 20 circoscrizioni (wards) e conta una popolazione di 91 380 abitanti (censimento 2012). 
Lista delle circoscrizioni:
- Barikiwa
- Kiangara
- Kibutuka
- Kichonda
- Kimambi
- Likongowele
- Lilombe
- Liwale B
- Liwale Mjini
- Makata
- Mangirirkiti
- Mbaya
- Mihumo
- Mirui
- Mkutano
- Mlembwe
- Mpigamiti
- Nangando
- Nangano
- Ngongowele